# Yubitsume
Yubitsume (指詰め literalmente "acortamiento de dedo"?) es un ritual japonés para compensar por las ofensas hechas a alguien, una forma de ser castigado o de disculparse sinceramente ante alguien, mediante la autoamputación de secciones del dedo meñique. Es un ritual practicado casi con exclusividad por la Yakuza, la mafia japonesa.
El acto de realizar el yubitsume es llamado yubi o tobasu, que significa "hacer saltar su dedo".

## Origen
Se piensa que el ritual probablemente se haya originado con los bakuto, jugadores itinerantes que fueron los predecesores de la Yakuza moderna. Si una persona no podía pagar su deuda de juego, a veces el yubitsume era aceptado como un método alternativo de pago.
En el arte de espada japonés, el dedo meñique es el que más fuerte aprieta sobre la empuñadura. Por lo que un amputado del dedo meñique no podía empuñar su espada correctamente, y estaba en desventaja en la batalla.